# Birds of Prey

Logo der Birds of Prey-Serie

Birds of Prey (dt. „Raubvögel“) (abgekürzt: BoP) ist der Titel einer US-amerikanischen Comicserie sowie einer auf dieser Comicserie basierenden Fernsehserie, die von dem Sender The WB produziert wurde.

## Comicserie
Die Comicserie wurde zwischen Januar 1999 und Oktober 2014 im monatlichen Turnus von dem amerikanischen Verlag DC Comics veröffentlicht, wobei sie nur zwischen April 2009 und Juli 2010 pausierte. Sie schildert die Abenteuer einer Task Force aus Superheldinnen und umfasst mehr als 170 Ausgaben.
Die Idee für das Konzept der Birds of Prey – verschiedene populäre weibliche Comicfiguren zu einem gemeinsamen Team zusammenzufassen – geht auf den Editor Jordan B. Gorfinkle zurück. Nachdem ein Testabenteuer als Feature in der Ausgabe #3 der mit ständig wechselnden Inhalten gefüllten Anthologie-Reihe Showcase ’96 erschienen war, veröffentlichte der Verlag 1996 zunächst eine vierteilige Miniserie (Black Canary/Oracle: Birds of Prey), der weitere Probehefte (die One Shots BoP: Revolution, BoP: Wolves, BoP: Ravens) folgten. 1998 wurde schließlich eine fortlaufende Serie gestartet, die von den Abenteuern der Birds erzählt. Autor der Serie war während der ersten 55 Ausgaben der Schriftsteller Chuck Dixon, der bereits die BoP-Miniserie und die One-Shots der Jahre 1996/97 verfasst hatte. Mit Ausgabe #56 übernahm die Autorin Gail Simone die Schreibpflichten. Mit der Nr. #111 bzw. #118 folgten ihr für kurze Zeit Sean McKeever und Tony Bedard als Stammautoren nach. Die bislang letzten Erzählbögen wurden von Duane Swierczynski und Christy Marx geschrieben. Gezeichnet wurde die Serie in der Vergangenheit von Künstlern wie Ed Benes, Joe Bennett und Greg Land. Derzeitiger Zeichner ist Nicola Scott (seit #100).

### Hauptcharaktere
- Oracle / Batgirl (Barbara Gordon): Seit einer Attacke des Jokers ist sie von der Hüfte abwärts gelähmt und sitzt im Rollstuhl. Sie ist Gründerin und Gehirn des Teams, hat enorme Computerkenntnisse und ein großes Agentennetz. In Volume 3 der Serie hat sie ihre Gehfähigkeit wiedererlangt und nimmt die Identität von Batgirl an.
- Black Canary (Dinah Drake): Sie ist eine gute Straßenkämpferin, gutherzig und idealistisch. Ihre Hauptwaffe ist ein Sonarschrei (Canary Cry) sowie ihre Martial-Arts-Künste. Obwohl sie es gemeinsam mit Barbara gegründet hat, verlässt sie später das Team.
- Huntress (Helena Bertinelli): Sie ist eine Vigilantin, die früher Mitglied der Mafia war. Als ihre Familie getötet wurde, schwor sie Rache und sagte dem Verbrechen den Kampf an. Als drittes Mitglied stieß sie 2003 zu der Truppe.
- Lady Blackhawk (Zinda Blake): Sie entstammt den 1940er Jahren und ist eine Scharfschützin, die mit aller Art von Feuerwaffen umgehen kann. Zudem fungiert sie als Pilotin des Teams.
- Big Barda (Barda Free): Sie ist eine Außerirdische vom Planeten Apokolips und gehörte zunächst zu den Schurken. Später schloss sie sich sogar der Gerechtigkeitsliga an.
- Misfit (Charlotte Gage-Radcliffe): Sie ist eine Teenagerwaise mit telepathischen Kräften.

### Wiederkehrende Charaktere
- Batgirl III (Cassandra Cain): Sie hat bis 2009 den Status als Batgirl inne und hilft den Birds ab und zu.
- Black Alice (Lorin Zechlin): Eine Magierin und Antiheldin, die bevorzugt Drogensüchtige ausraubt.
- Blue Beetle (Ted Kord): Er ist verliebt in Barbara.
- Catwoman (Selina Kyle): Sie ist eine Heldin aber auch eine Verbrecherin, die ab und an mit den Birds kämpft.
- Creote: Ein ehemaliger KGB-Agent, jetzt Bodyguard von Savant (s. u.).
- Dove (Dawn Granger): Ehemaliges Mitglied der Teen Titans und Superheldin, bildet eine Hälfte des Duos Hawk and Dove.
- Gypsy (Cindy Reynolds): Sie hat mentale Kräfte, wie das Schaffen von Illusionen, sich selbst und andere in ihrer Nähe optisch verbergen und mit jedem Hintergrund verschmelzen.
- Hawk (Hank Hall): Ehemaliges Mitglied der Teen Titans, zweite Hälfte des Duos Hawk and Dove. Er war das erste männliche Mitglied der Birds.
- Hawkgirl (Kendra Saunders)
- Infinity: Kurzzeitig Mitglied der Birds. Kann ihren Körper immateriell machen und das Gedächtnis von Toten lesen.
- Jade Canary (Sandra Wu-San): Als Vertretung Black Canarys zwischenzeitlich Teil des Teams.
- Josh: Ein Autoverkäufer, der in Huntress verliebt ist.
- Judomaster (Sonia Sato): Eine Judospezialistin und eine Zeit lang Mitglied der Birds.
- Katana (Tatsu Yamashiro): Eine Schwertkämpferin und Kampfsportlerin aus Japan, tritt dem Team als Ersatz für Barbara Gordon während deren Rehabilitation bei.
- Manhunter (Kate Spencer): Tritt den Birds in Ausgabe #100 bei. Bekämpft Verbrecher durchaus gewaltvoller als ihre Kolleginnen und schreckt vor Mord nicht zurück.
- Nightwing (Dick Grayson): Batmans ehemaliger Partner Robin assistiert den Birds ab und zu.
- Poison Ivy (Pamela Isley): Die Ökoterroristin wird von Black Canary gegen den Willen der anderen Teammitglieder eingeladen, den Birds beizutreten. Als klar wird, dass Ivy das Team für ihre Agenda manipuliert, wird sie von diesem besiegt.
- Savant (Brian Durlin): Der Arbeitgeber von Creote und Erbe eines Millionenvermögens. Zeitweise Verbündeter und Gegner der Birds.
- Starling (Ev Crawford): Gute Freundin von Black Canary und ab 2011 Mitglied der Birds.
- Vixen (Mari Jiwi McCabe): Sie kann die Kräfte und Fähigkeiten jedes Tiers annehmen. Verbündete der Birds.
- Wildcat (Ted Grant): Mentor von Black Canary, hat den Birds bei einigen Missionen geholfen.

## Fernsehserie
Die Fernsehserie Birds of Prey wurde 2001 von Laeta Kalogridis im Auftrag der amerikanischen Sendeanstalt The WB entwickelt. Die Serie wurde nach anfänglich guten Einschaltquoten schließlich wegen schwindenden Zuschauerinteresses eingestellt.

### Handlung
Die Serie ging von der Grundprämisse der Comicserie von DC Comics aus – ein ausschließlich aus Frauen bestehendes Team erlebt Abenteuer – und adaptierte auch deren Namen, zugleich wurden aber auch einige unübersehbare inhaltliche Veränderungen am Originalkonzept vorgenommen. Die Serie spielt in einer alternativen Zukunft zu der Gegenwart in der die von DC produzierten Comics spielen. Sie geht von der Prämisse aus, dass Helena Kyle die Tochter des Superhelden Batman (Bruce Wayne) und seiner Ehefrau Selina Kyle, unter der Tarnidentität der maskierten Verbrechensbekämpferin Huntress („Jägerin“) das Erbe ihres Vaters als Beschützerin der düsteren Ostküsten-Metropole Gotham City angetreten hat. Ihre Partnerinnen beim Kampf gegen das Verbrechen in Gotham City sind die jugendliche Ausreißerin Dinah (Kräfte von Misfit) und die Computer-Hackerin Barbara Gordon. Gordon – die früher als Batgirl Batmans Partnerin war – sitzt seit einem Angriff des geisteskranken Jokers im Rollstuhl und koordiniert daher die Einsätze von Huntress vom Hauptquartier der Birds aus.

### Figuren

#### Hauptcharaktere
- Helena Kyle/Huntress (Ashley Scott): Helena Kyle ist die Tochter von Bruce Wayne (Batman) und Selina Kyle (Catwoman) und als Nachfolgerin ihres Vaters die nächtliche Beschützerin des vom Verbrechen geplagten Gotham City (New Gotham). Anders als in der Comicvorlage verfügt Huntress über übermenschliche, katzenartige Fähigkeiten (überdurchschnittliche Stärke, Beweglichkeit, die Fähigkeit im Dunkeln zu sehen und einen Sechsten Sinn für Gefahr), die sie von ihrer Mutter geerbt hat.

- Barbara Gordon/Oracle (Dina Meyer): Barbara Gordon ist die Tochter des Polizeichefs von Gotham City, James Gordon. Nachdem sie früher Batman als Batgirl zur Seite gestanden hat, leitet sie – seit einem Kampf mit dem Joker im Rollstuhl sitzend – eine Geheimorganisation, die sich die Zerschlagung des Verbrechens in Gotham zum Ziel gemacht hat. Unter dem Decknamen Oracle koordiniert sie von ihrem Hauptquartier aus – einem alten Uhrenturm – die Aktionen ihrer „Feldagenten“, wie Huntress. Tagsüber betätigt sie sich als Lehrerin an der New Gotham High.

- Dinah Redmond (Rachel Skarsten): Dinah Redmond ist ein Teenager, der über Meta-Kräfte verfügt (Telekinese, Telepathie). In der Pilotepisode von BoP stößt sie als Junior-Mitglied zu dem Team hinzu. Es stellt sich heraus, dass sie die Tochter von Black Canary ist.

- Detective Jesse Reese (Shemar Moore): Jesse Reese ist ein Polizist, mit dem Huntress gelegentlich bei der Lösung von Fällen zusammenarbeitet. Reese schwankt in der Serie stets zwischen seinem Hingezogensein zu der Vigilantin und seiner Abneigung gegen ihre selbstjustizlichen Methoden.

- Alfred Pennyworth (Ian Abercrombie): Der alternde Butler von Helena Kyle und Barbara Gordon, der nach dem Verschwinden seines alten Arbeitgebers – Bruce Wayne/Batman – zu dem Damenduo hinzugestoßen ist und nun mit großväterlichen Ratschlägen und spitzem englischen Humor zur Seite steht.

- Dr. Harleen Quinzel (Mia Sara): Harleen Quinzel (Harley Quinn) ist eine geisteskranke Psychiaterin, die den Birds in inniger Feindschaft verbunden ist. Seit dem Tod ihres Geliebten – Joker – im Pilot der Serie trachtet sie danach, sich an der ganzen Stadt für das Schicksal ihres Geliebten zu rächen, hält aber in den ersten Folgen die Tarnfassade einer respektablen Psychiaterin aufrecht.

#### Weitere Figuren
- Wade Brixton (Shawn Christian): Ein Lehrerkollege von Barbara Gordon, den diese in der Pilotepisode kennenlernt und mit dem sie fortan eine lockere Beziehung pflegt.
- Gibson Kafka (Robert Patrick Benedict): Kafka ist ein Barbesitzer und verfügt über ein photographisches Gedächtnis; er dient den Birds als Informant.
- Detective McNally (Brent Sexton): Der Partner von Jesse Reese.

### Episodenliste
| Nr. | Deutscher Titel  | Originaltitel          | Erstausstrahlung USA | Deutschsprachige Erstausstrahlung (D) | Regie            | Drehbuch                         |
| --- | ---------------- | ---------------------- | -------------------- | ------------------------------------- | ---------------- | -------------------------------- |
| 1   | Batmans Erbe     | Pilot                  | 9. Okt. 2002         | 11. Okt. 2003                         | Brian Robbins    | Laeta Kalogridis                 |
| 2   | Copkiller        | Slick                  | 16. Okt. 2002        | 18. Okt. 2003                         | Michael Katleman | Laeta Kalogridis                 |
| 3   | Nur nicht normal | Prey for the Hunter    | 23. Okt. 2002        | 25. Okt. 2003                         | Chris Long       | Edward Kitsis und Adam Horowitz  |
| 4   | Baby             | Three Birds and a Baby | 30. Okt. 2002        | 8. Nov. 2003                          | Craig Zisk       | David H. Goodman und Julie Hess  |
| 5   | Black Canary     | Sins of the Mother     | 6. Nov. 2002         | 15. Nov. 2003                         | Jeff Woolnough   | Melissa Rosenberg                |
| 6   | Undercover       | Primal Scream          | 13. Nov. 2002        | 22. Nov. 2003                         | Jim Charleston   | Adam Armus und Kay Foster        |
| 7   | Darkstrike       | Split                  | 20. Nov. 2002        | 29. Nov. 2003                         | James Marshall   | Adam Armus und Kay Foster        |
| 8   | Batgirl          | Lady Shiva             | 27. Nov. 2002        | 6. Dez. 2003                          | John Kretchmer   | Adam Armus und Kay Foster        |
| 9   | Loyalität        | Nature of the Beast    | 18. Dez. 2002        | 13. Dez. 2003                         | Shawn Levy       | Melissa Rosenberg                |
| 10  | Arena            | Gladiatrix             | 8. Jan. 2003         | 20. Dez. 2003                         | David Carson     | David H. Goodman                 |
| 11  | Chamäleon        | Reunion                | 8. Jan. 2003         | 27. Dez. 2003                         | Chris Long       | Edward Kitsis und Adam Horowitz  |
| 12  | Clayface         | Feat of Clay           | 19. Feb. 2003        | 3. Jan. 2004                          | Joe Napolitano   | Adam Armus und Kay Foster        |
| 13  | Harley Quinn     | Devil’s Eyes           | 19. Feb. 2003        | 10. Jan. 2004                         | Robert J. Wilson | Adam Armus und Melissa Rosenberg |

## Sammelbände mit Reprints der Comicserie
- Chuck Dixon: Birds of Prey, 2002 (umfasst: Black Canary/Oracle: Birds of Prey, Birds of Prey: Manhunt, Birds of Prey: Revolution und eine Geschichte Showcase ’96 #3)
- Chuck Dixon: Birds of Prey: Old Friends, New Enemies, 2003 (umfasst: Birds of Prey: Wolves, Bird of Prey: Batgirl und Birds of Prey #1–5)
- Gail Simone: Birds of Prey: Of Like Minds, 2004 (umfasst: #56–61)
- Gail Simone: Birds of Prey: Sensei & Student, 2005 (umfasst: #62–68)
- Gail Simone: Birds of Prey: Between Dark & Dawn, 2006 (umfasst: #69–75)
- Gail Simone: Birds of Prey: The Battle Within, 2006 (umfasst: #76–85)
- Gail Simone: Birds of Prey: Perfect Pitch, 2007 (umfasst: #86–90 und #92–95)
- Gail Simone: Birds of Prey: Blood and Circuits, 2007 (umfasst: #96–103)